# Too Much Texas
Too Much Texas is een Britse Indierockband uit Manchester.

## Bezetting
- Tom Hingley (zang en gitaar)
- Gordon MacKay (leadgitaar)
- Raymond Breckon (bas)
- Pete Marshall (drums, vanaf 2006)

## Geschiedenis
Too Much Texas werd geformeerd in 1985 in Manchester door Tom Hingley (zang en gitaar) en zijn schoolvrienden Gordon MacKay (leadgitaar) en Raymond Breckon (bas). De drummers veranderden meerdere keren in de geschiedenis van de band. De eerste publicatie, de flexidisc Fixed Link, werd uitgebracht in 1986. Deze werd opgenomen in de fanzine Debris en werd gespeeld door John Peel tijdens zijn BBC-programma. In het najaar van 1988 werd de single Hurry On Down uitgebracht met drie nummers en werd opnieuw gespeeld door John Peel, die de band vervolgens uitnodigde voor een radiosessie. In 1989 verliet Tom Hingley de band en trad hij toe tot de Inspiral Carpets. Too Much Texas heeft de single Smart nog uitgebracht en werd in 1992 ontbonden. In 2006 kwamen ze samen in hun oude bezetting en met Pete Marshall op drums gingen ze op tournee in het Verenigd Koninkrijk in het voorjaar van 2006 en brachten ze de cd Juvenilia uit. Naast Inspiral Carpets zingt Tom Hingley ook in de band The Lovers met twee voormalige leden van de Britse cultband The Fall, met Steve Hanley op bas en zijn jongere broer Paul Hanley op drums.

## Discografie
- 1986: Fixed Link, Debris Flexi Disc
- 1988: Hurry On Down, Ugly Man Records
- 1989: Smart, Ugly Man Records
- 2006: Juvenilia, Newmemorabilia Records